# Maison en bois de Dragoslav Pašić à Miloševac
La maison en bois de Dragoslav Pašić à Miloševac (en serbe cyrillique : Кућа брвнара Драгослава Пашића у Милошевцу ; en serbe latin : Kuća brvnara Dragoslava Pašića u Miloševcu) se trouve à Miloševac, dans la municipalité de Velika Plana et dans le district de Podunavlje, en Serbie. Elle est inscrite sur la liste des monuments culturels protégés de la république de Serbie (identifiant no SK 1717).

## Présentation
La maison de Dragoslav Pašić était à l'origine située sur le parvis de l'église actuelle du village ; elle a été déplacée en 1870. Construite au milieu du XIXe siècle , elle est caractéristique des maisons traditionnelles de la région de la Šumadija (Choumadie) et constitue un exemple très rare de construction de ce type en plaine. Elle appartient au type « développé » de la maison traditionnelle, avec trois espaces principaux : la « kuća », c'est-à-dire la « maison » proprement dite, deux autres pièces, un porche-galerie et un petit espace qui forme une sorte de « doksat » (véranda) fermé et constitue une autre pièce plus petite.
Elle est construite sur un plan rectangulaire et mesure 9 m sur 7,30 m. Elle repose sur des fondations en briques tandis que le rez-de-chaussée est construit selon la technique des colombages avec un remplissage de planches de chêne épaisses de 10 cm ; elle est recouverte d'un toit en tuiles.
Cette maison est l'un des plus anciens et des importants bâtiments de ce type de la région de Velika Plana.